# Topònims de Guàrdia de Noguera
Llistat de topònims de la vila de Guàrdia de Noguera, pertanyent a l'antic terme municipal de Guàrdia de Tremp, actualment integrat en el de Castell de Mur, al Pallars Jussà, presents a la Viquipèdia.

## Edificis

### Cabanes
| - Cabana d'Arguinsola - Cabana de Girutí - Cabana del Goiat | - Cabana del Joaquim - Cabana del Lluc - Cabana de Manel | - Cabana de Marranó - Cabana del Moliner | - Cabanes del Soldat i Fidel - Cabana del Vicent |

### Castells
- Castell de Guàrdia

### Corrals
- Corral d'Arguinsola

### Eres
| - Era de la Carme | - Era de Mataró | - Era del Moliner de Placito |  |

### Esglésies

#### Romàniques
| - Sant Feliu de Guàrdia | - Sant Feliu de Guàrdia | - Santa Maria de Guàrdia de Tremp |  |

#### D'altres èpoques
- Sant Sebastià de Guàrdia de Noguera

## Estacions de tren
- Estació de Guàrdia de Tremp

## Granges

### Guàrdia de Noguera
| - Granja de la Carme - Granja del Lluc | - Granja del Meca | - Granja del Moliner | - Granja del Pubill |

## Masies
- Masia de Carme

## Ponts
| - Pont de Rodelló | - Pont de la Via |  |  |

## Geografia

### Boscs
| - Bosc de Guàrdia | - Rourera de Marranó |  |  |

### Camps de conreu
| - L'Ametlla - L'Ametlla de l'Aragonès - Arguinsola - Canissera - Tros de Canja - Plana de Carrió - Codoloies - La Coma - Comó - Los Esclots | - Els Escolls - Les Esplanes - Les Feixetes - La Figuera de la Dona - Planta de Grabiel - Tros Gran de Roca - L'Horta - Tros de l'Horta - L'Hospital - Lo Lledó | - Les Malloles - Bancalada de Manel - Tros de la Manela del Pere - Lo Molí - Palleret - Paredades - Los Pedregals - Peremartell - Els Plans - Les Plantes | - Los Prats - Purredons - Lo Rengar - Rodelló - Rossor - La Rutgera - Tros del Safareig - Seixos - Serretes |

### Canals
- Canal de Dalt

### Cavitats subterrànies
- Cova de Capot

### Cingleres
- Cingle del Castell

### Clots
| - Los Esclots | - Clot de Gassó |  |  |

### Corrents d'aigua
| - Barranc d'Arguinsola - Barranc dels Confossos | - Barranc de la Font del Xato - Barranc de Fonteté | - Noguera Pallaresa - Llau de Rodelló | - Barranc de la Teulera - Barranc de la Torrentera |

### Diversos
| - Lo Clopar - Les Coscolletes | - Coscolloles - Fonteté | - Penya dels Cargols | - Les Tarteres |

### Muntanyes
| - El Cogulló | - Serrat del Pui |  |  |

### Obagues
| - Els Obacs | - Obaga de Ponet | - Obac del Pui |  |

### Planes
| - Plana de Carrió - Les Esplanes | - Los Pedregals | - Els Plans | - Lo Rengar |

### Solanes
| - Solana del Castell | - Solana del Pui |  |  |

### Vies de comunicació
| - Camí d'Arguinsola - Camí dels Avalls - Camí de Canalets - Camí de Canissera - Camí de les Esplanes - Camí de Fonteté - Camí de Font Truïda | - Camí de l'Horta - Camí del Lledó - Camí de les Malloles - Camí vell de Mur - Camí de l'Obac - Camí del Pedregal - Camí de les Plantes | - Camí dels Prats de Baix - Camí dels Prats de Dalt - Camí de Rodelló - Camí de Rossor - Camí vell de Santa Llúcia de Mur - Camí de Sant Sebastià - Camí dels Seixos | - Carretera de Santa Llúcia de Mur - Camí de la Via - Carretera C-13 - Carretera LV-9124 - Ferrocarril de la línia Lleida - la Pobla de Segur |